# Jean-Pierre Kintz
Jean-Pierre Kintz (Illkirch-Graffenstaden, 17 aprile 1932 – Strasburgo, 16 febbraio 2018) è stato uno storico e docente francese, specializzato nella storia moderna dell'Alsazia.

## Biografia
Frequenta il liceo statale "Jean-Baptiste Kléber" di Strasburgo e, presso il liceo Fustel-de-Coulanges, uno dei due dei anni del propedeutico per l'École nationale des chartes.
Nel 1962 si laurea in Storia. Con una tesi in storia contemporanea sulla stampa politica a Strasburgo nella seconda metà del XIX secolo, consegue nello stesso anno il diploma post laurea (Diplôme d'études supérieures en France) necessario per l'ammissione al concorso di professore associato nelle scuole superiori, bandito periodicamente dall'Università di Francia.
Per sette anni è professore di storia al Liceo Kléber, e nel '70 discute all'Università di Strasburgo una tesi di Terzo Ciclo dal titolo Journaux politiques et journalistes strasbourgeois sous la Seconde République et à la fin du Second Empire ("Riviste politiche e giornalismo a Strasburgo, dalla Seconda Repubblica alla fine del Secondo Impero"), diventando assegnista ricercatore in tale ateneo. Ad essa segue nel 1980 la dissertazione di dottorato La société strasbourgeoise du milieu du xvie siècle à la fin de la Guerre de Trente ans (1560-1650). Essai d'histoire démographique et sociale ("La società di Strasburgo dalla metà del XVI secolo alla fine della Guerra dei Trent'Anni. Saggi di storia demografica e sociale"), il cui relatore è lo storico Philippe Dollinger (1904-1999), studioso della Lega Anseatica, allievo di Marc Bloch e Lucien Febvre.
A quattro anni di distanza ottiene la dignità di pubblicazione, già divenuto ordinario all'Università dell'Alta Alsazia a partire dal 1983. Ordinario all'Università di Strasburgo 2 dal '91, nel 2000 lascia la carriera accademica. e viene eletto presidente della Federazione delle Società storiche e Archeologiche dell'Alsazia (Fédération des sociétés d'histoire et d'archéologie d'Alsace), per la quale cura le ultime edizioni del Nouveau dictionnaire de biographie alsacienne ("Nuovo Dizionario Biografico Alsaziano"), edito fino all'anno 2003.

## Opere
- Journaux politiques et journalistes strasbourgeois sous le Second Empire 1852-1870, Istra, 1974, pp. 166;
- La société strasbourgeoise du milieu du XVIe siècle à la fin de la guerre de Trente Ans, essai d'histoire démographique, économique et sociale, Parigi, Ophrys, 1984,  p. 549, ISBN 9782708005334, OCLC 469711175.
- La diffusion des Dernières Nouvelles d'Alsace pendant les années 1970, edizioni Panthéon-Assas, Parigi, 2002;
- Jean-Pierre Kintz e Francis Rapp (prefazione di), Regards sur l'histoire de l'Alsace, XVIe-XXe siècle, Strasburgo, Fédération des sociétés d'histoire et d'archéologie d'Alsace, 2008,  p. 578, ISBN 9782913162778, OCLC 275937219.[7]
- Jean-Pierre Kintz, Relation 1605 : Strasbourg invente le premier journal, Strasburgo, 2013,  p. 55. URL consultato il 19 settembre 2019 (archiviato dall'url originale il 10 dicembre 2019).
- Jean-Pierre Kintz, La conquête de l'Alsace : le triomphe de Louis XIV, diplomate et guerrier, La Nuée Bleue (Strasburgo), Place des Victoires (Parigi), 2017,  p. 604, ISBN 9782809915099.

## Riconoscimenti
- 1999: commendatore dell'Ordine delle Palme accademiche
- 2003: Premio "Marcel Flach" da parte dell'Académie des sciences morales et politiques[8]